# 세타가야역
세타가야역(일본어: 世田谷駅, せたがやえき)은 일본 도쿄도 세타가야구에 있는 도쿄 급행 전철의 역이다. 역 번호는 SG05이다.

## 역 구조
상대식 승강장 2면 2선의 지상역이다.
통상으로는 무인역이지만, 매년 12월과 1월에 총 4일간 열리는 세타가야 보로이치의 개최날에는 임시로 역무원이 배치되어 운임 수령 및 승하차 정리 등을 실시한다.

### 승강장
| 승강장 | 노선        | 방향 | 행선                        |
| ------ | ----------- | ---- | --------------------------- |
| 남     | 세타가야 선 | 하행 | 가미마치・시모타카이도 방면 |
| 북     | 세타가야 선 | 상행 | 산겐자야 방면               |

## 역 주변
- 엔코인
- 보로이치 거리
- 세타가야 구청
  - 세타가야 구민 회관
- 세타가야욘 우체국

## 역사
- 1925년 1월 18일: 영업 개시.
- 2013년 3월 31일: 세타가야 1호 건널목의 길 확장에 따라 상하행선 승강장을 산겐자야 방향으로 약 10m 이전함.

## 인접역
| 도쿄 급행 전철 세타가야 선       | 도쿄 급행 전철 세타가야 선 | 도쿄 급행 전철 세타가야 선       |
| -------------------------------- | -------------------------- | -------------------------------- |
| SG 04 쇼인진자마에 산겐자야 방면 |                            | 가미마치 SG 06 시모타카이도 방면 |